# Liudmila Ulítskaia
Liudmila Ievguénievna Ulítskaia (rus: Людмила Евгеньевна Улицкая, nascuda el 21 de febrer del 1943) és una novel·lista russa contemporània aclamada per la crítica, i escriptora de contes. Va néixer a la ciutat de Davlekanovo (Baixkíria) i es va criar a Moscou, on es va llicenciar en genètica a la Universitat Estatal de Moscou.

## Biografia
Va néixer durant l'evacuació en plena guerra contra l'Alemanya nazi. Després la seva família va tornar a Moscou, ciutat en la qual Ulítskaia acabà la secundària i va estudiar biologia a la  Universitat Lomonóssov. Va treballar a l'Institut de Genètica General de l'Acadèmia de Ciències de l'URSS, d'on va ser acomiadada de la feina per haver reproduït Samizdat. A partir d'aquest moment va treballar al Teatre Musical Jueu, va escriure reportatges i peces de teatre juvenils i va traduir poesia del mongol.
Va començar a publicar en els anys 1980, però va aconseguir la fama amb els seus guions de cinema per a les pel·lícules Les germanes de la llibertat (Сестрички Либерти, 1990) i Una dona per a tots (Женщина для всех, 1991). La seva primera novel·la, Sónetxka (Сонечка), publicada en Novi Mir el 1992, gairebé immediatament es va fer molt popular, i va ser finalista del Premi Booker rus. Avui les seves obres són molt admirades pel públic en general i per la crítica a Rússia i molts altres països. Des de llavors Ulítskaia ha publicat més de 10 novel·les i diverses col·leccions de contes. La seva prosa psicològica s'assembla a la de Txèkhov.
Una sèrie de temes relacionats entre si dominen les seves obres: la necessitat de la tolerància religiosa i ètnica, el problema de la intelligentsia en la cultura soviètica, qüestions de gènere i de família, la vida quotidiana com a tema literari, i noves imatges del cos (el cos sexual, el cos dels discapacitats, etc.). El 2006 va publicar Daniel Stein, traductor (Даниэль Штайн, переводчик), una novel·la que tracta de l'Holocaust i la necessitat de reconciliació entre el judaisme, el cristianisme i l'islam.
Les obres d'Ulítskaia han estat traduïdes a molts idiomes, entre d'altres al català, i ha rebut diversos premis literaris internacionals i russos, entre aquests el Booker rus pel Cas Kukotski (Казус Кукоцког, 2001). Ulítskaia va ser la primera dona a ser guardonada amb aquest premi. Publica regularment comentaris sobre problemes socials i participa activament en els projectes filantròpics de més accés a la literatura.
Liudmila Ulítskaia actualment resideix a Moscou.

## Premis
- Premi Penne (1997, Itàlia)
- Premi Médicis a la millor obra estrangera (1998, França)
- Premi Giuseppe Acerbi (1998, Itàlia) per la seva novel·la Sonetxka
- Premi Booker rus (2002, Rússia) per la novel·la El cas Kukotski
- Cavallera de l'Orde de les Palmes Acadèmiques (2003, França)
- Premi a la Novel·la de l'Any (2004, Rússia) per la novel·la Sincerament vostre, Xúrik[3]
- Millor escriptora del Premi Ivanuixka de l'Any (2004, Rússia)[4]
- Cavallera de l'Orde de les Arts i les Lletres (2004, França)
- Premi Nacional de Literatura per Sincerament vostre, Xúrik (2005, Xina)[4]
- Premi Penne (2006, Itàlia) per la novel·la El cas Kukotski
- Premi Nacional Olímpia de l'Acadèmia Russa de negocis (2007, Rússia)
- National Literary Prize Llibre Gran (2007, Rússia) per la novel·la Daniel Stein, traductor
- Premi Literari Grinzane Cavour (2008, Itàlia) per la seva novel·la Sincerament vostre, Xúrik
- Nominada al Premi Booker Internacional (2009, Anglaterra)
- Premi Literari de la revista Ziamia en la nominació "Globe" (2010) pels "Diàlegs" de Mikhaïl Khodorkovski i Liudmila Ulítskaia, publicat al número 10 (octubre) de Ziamia el 2009.
- Premi Simone de Beauvoir (2011, França)[4]
- Premi Pak Kyong-ni Prize (2012, Corea del Sud)

## Traduccions al català
- Sincerament vostre, Xúrik. Volum 160 de Biblioteca Mínima. Quaderns Crema, 2006. ISBN 9788477274544.
- Sònietxka. Volum 38 de La Meridiana, La Magrana, 2000. ISBN 84-8264-244-8.